# Atoconeura aethiopica
Atoconeura aethiopica е вид водно конче от семейство Libellulidae. Видът е уязвим и сериозно застрашен от изчезване.

## Разпространение
Разпространен е в Етиопия.

## Описание
Популацията на вида е намаляваща.